# جدول کشند

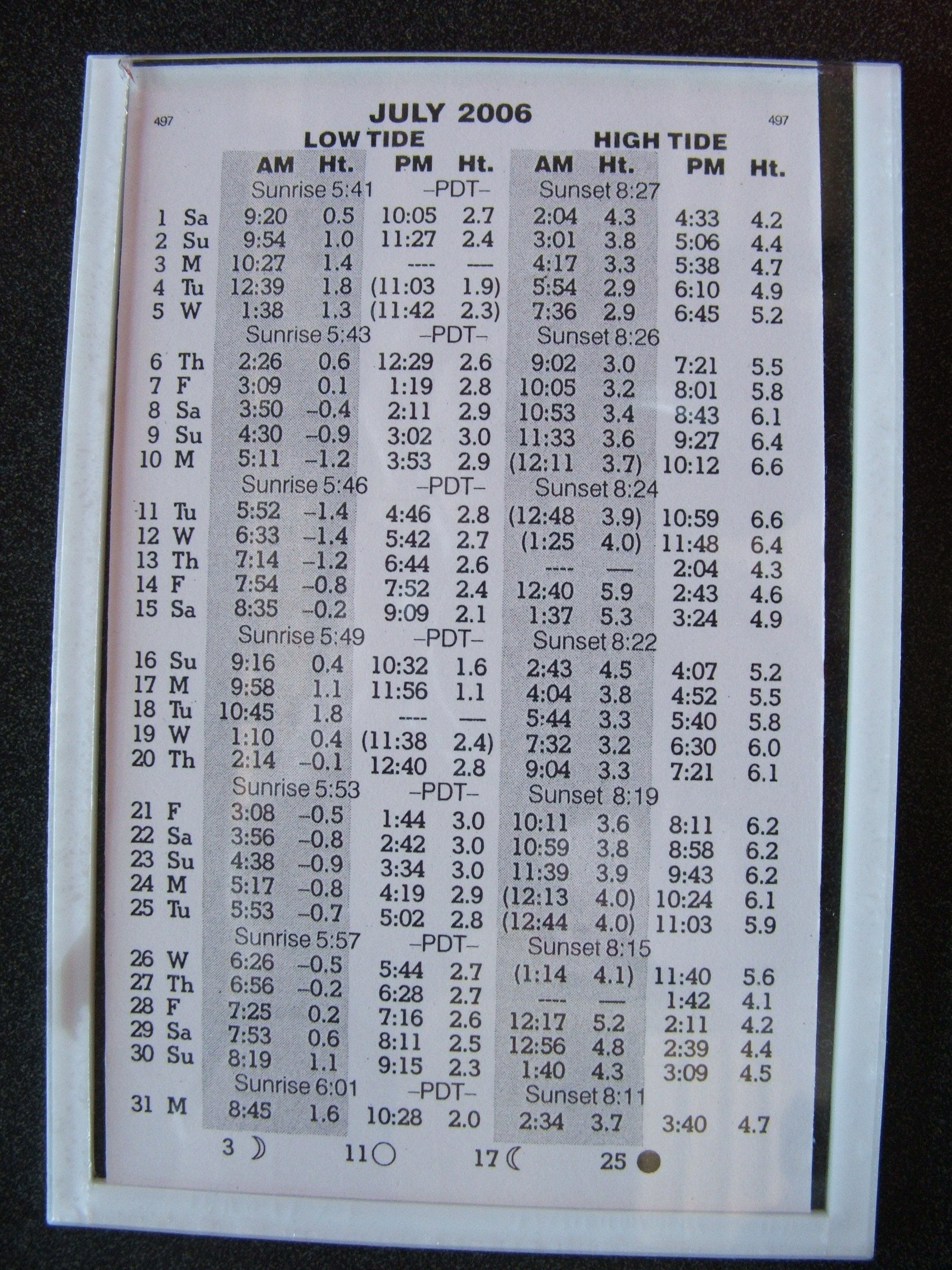
جدول کشندها (جدول جزرومدها) برای آکواریوم خلیج مونتری

جدول کشندها یا جدول جزرومدها (به انگلیسی: Tide table)، که گاهی پیشگویی جزرومد نیز نامیده می‌شود، برای پیش‌بینی جزرومد استفاده می‌شود و زمان و سطح روزانه جزرومد بالا و پایین را معمولاً برای یک مکان خاص نشان می‌دهد. ارتفاع جزرومد در زمان‌های میانی (بین آب زیاد و کم) را می‌توان با استفاده از قانون دوازدهم یا با استفاده از منحنی جزر و مدی منتشرشده برای هر مکان، تخمین زد. سطح جزرومد معمولاً نسبت به یک نقطه مبنای عمودی آب کم‌عمق داده می‌شود، به عنوان مثال، میانگین پایین‌ترین سطح آب (MLLW) در ایالات متحده.